# Герострат
Герострат (грец. Ηρόστρατος) — мешканець Ефеса, що спалив храм Артеміди у своєму рідному місті 21 липня 356 року до н. е. для того, щоб, як він зізнався під час катування, його ім'я пам'ятали нащадки. Спалений храм пізніше було замінено новим, який став одним із Чудес світу.
Аби відвадити інших від пошуків такої слави і покарати злочинця, ефеська влада не лише стратила Герострата, а й заборонила згадувати його ім'я під страхом смертної кари. Однак Герострат досяг своєї мети: згадки про нього з'явилися у працях грецького історика IV ст. до н. е. Феопомпа, звідки вчинок палія потрапив до робіт інших грецьких та римських істориків.

## Легенда

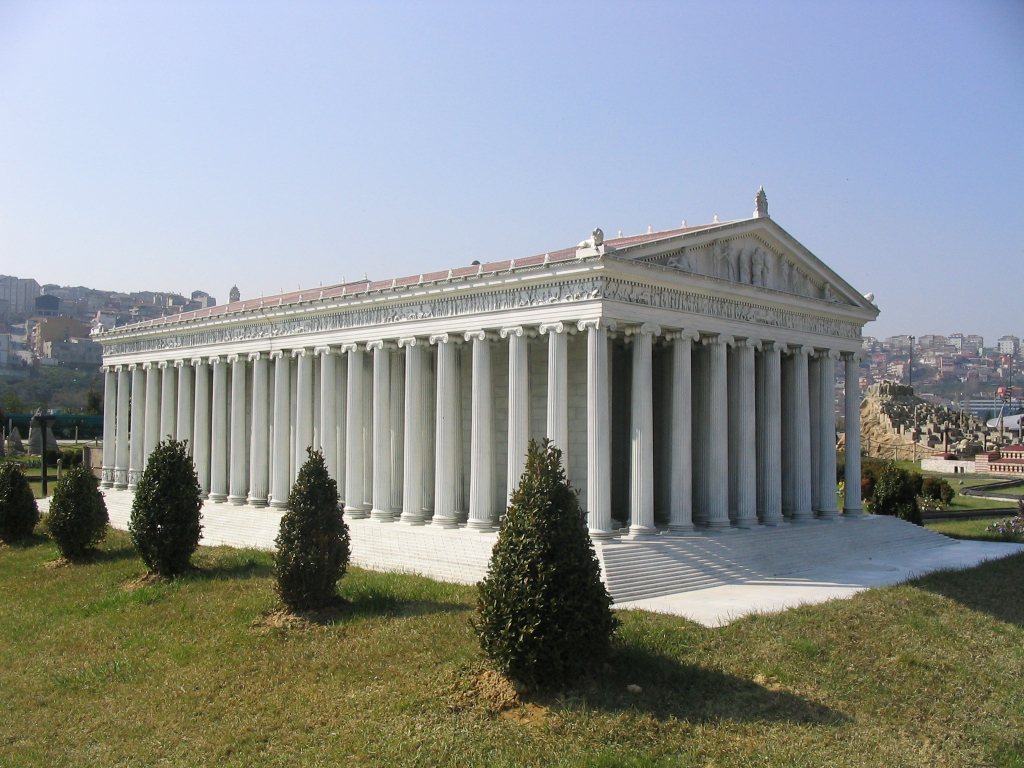
Сучасна модель храму Артеміди, зведеного на місці спаленого Геростратом

За легендою, у ніч спалення храму Артеміди народився полководець Александр Македонський. Римський історик Плутарх писав, що «богиня була дуже зайнята турботою про народження Александра, щоб врятувати храм». Через 25 років Александр наказав відбудувати храм. До переліку семи чудес світу увійшла саме нова будівля.

## Крилатий вислів
Існує крилатий вислів «Геростратова слава», під яким мається на увазі слава, рівнозначна вічній ганьбі; так характеризують людей, які прославилися тільки деструктивними та руйнівними діями. Вираз часто використовується у публіцистиці.

## У мистецтві
Учинок Герострата широко відображений у мистецтві, зокрема в літературі, живописі та кінематографі.
Ліна Костенко згадує про славу Герострата у поезії «Місто Ур».
Василь Симоненко присвятив Геростратові вірш з однойменною назвою «Герострат».